# Questionaut
Questionaut je krátká flashová vzdělávací hra, vyvinutá českou firmou Amanita Design pro britskou rozhlasovou a televizní stanici BBC. Žánrově spadá do kategorie point-and-click adventur a je určena hlavně anglicky hovořícím dětem školního věku, kterým má sloužit k procvičení jejich znalosti z angličtiny, matematiky a přírodních věd.

## O hře
Hráč se ocitá v roli vzduchoplavce, jenž se v balónu snaží vznést co nejvýše, aby získal klobouk, který uletěl příteli vodníkovi. Balón však ztrácí vzduch a proto musí přistávat na levitujících planetkách, které vždy obývají tvorové se specializací na určitý obor, např. z oblasti anglického jazyka nebo matematiky. Na začátku každého kola musí hráč vyřešit jednoduchý úkol v adventurním stylu a pak odpovídat na otázky. U otázek má vždy tři možnosti a za každou správnou otázku se balón trochu přifoukne. Naopak při špatné odpovědi se balón částečně vypustí. Při dosažení určitého počtu správných odpovědí se balón vznese a hráč pokračuje do dalšího kola.

## Tvůrci
- Jakub Dvorský (herní designer a výtvarník)
- Václav Blín (animace)
- Tomáš Dvořák (Floex) (hudba)
- David Oliva (programátor)

## Ocenění a nominace
- Nominace Top Talent Award (2003)
- Nominace Webby Award (2004)